# France.tv Studio
«Франс.тв Студио» («France.tv Studio») - телекомпания, существующая с 1986 года. До 2018 года называлась «Мультимедиа Франс Продакшн» (Multimédia France Productions), до 2001 года - «Медиатерране Фильм Продакшн» (Méditerranée Film Productions). Штаб-квартира находится в Париже. 

## Телепродюсерская деятельность компании
Осуществляет по заказу телекомпании «Франс Телевизьон» подготовку тематических телепередач, производство телефильмов и телесериалов (включая мультипликационные телефильмы и мультипликационные телесериалы), дубляж и снабжение субтитрами иностранных телефильмов и телесериалов.

## Владельцы
С 2001 года принадлежит государству через государственный медиа-холдинг «Франс Телевизьон». 

## Руководство
Руководство компанией осуществляют административный совет и президент с полномочиями генерального директора.

## Подразделения
- Единица фикшена
- Единица потока
- Единица прессы
- «Франс ТВ Акцесс»
- «Франс ТВ Дубляж»[2]

## Активы
Телекомпании принадлежат:
- анонимное общество «Франс ТВ Пресс» («france.tv presse») - осуществляет снабжение «Франс Телевизьон» и других теле- и радиоорганизаций текущими новостями[3], возглавляется президентом который по должности является директором единицы прессы «Франс ТВ Студио»